# Lyon-Montélimar-Lyon
Lyon-Montélimar-Lyon est une ancienne course cycliste française de 557 kilomètres, organisée le 17 avril 1892 entre les villes de Lyon et de Montélimar, toutes deux en région Auvergne-Rhône-Alpes.

## Palmarès
| Année | Vainqueur     | Deuxième         | Troisième |
| ----- | ------------- | ---------------- | --------- |
| 1892  | Marius Allard | Marcel Grandjean | Picot     |